# Сиверс, Александр Михайлович
Алекса́ндр Миха́йлович Си́верс (1868 — после 1931) — русский генерал, герой Первой мировой войны.

## Биография
Родился 8 (20) декабря 1868 года в семье капитана (впоследствии — генерал-лейтенанта) Михаила Александровича Сиверса; мать — Надежда Григорьевна, урождённая Бланк (1850—1896).
Окончил Пажеский корпус (1888), был выпущен подпоручиком в 3-ю гвардейскую и гренадерскую артиллерийскую бригаду. Позднее окончил Офицерскую артиллерийскую школу.
Чины: поручик (1892), штабс-капитан (1895), капитан (1898), полковник (1904), генерал-майор (за отличие, 07.10.1911), генерал-лейтенант (23.12.1915).
Командовал: 5-й батареей (1904—1908) и 2-м дивизионом (1908—1911) лейб-гвардии 2-й артиллерийской бригады, 14-й артиллерийской бригадой (1911—1913), 2-й артиллерийской бригадой (1913—1915).
За отличие в Первую мировую войну был награждён орденом Святого Георгия 4-й степени.
За то, что с отличным мужеством руководил под сильным огнём блестящими действиями бригады в боях под Ивангородом с 9 по 14 окт. 1914 г., когда, распределив батареи, вместе со своей дивизией выдержал всю тяжесть натиска австрийцев на линию Новая Весь, Старая Завада, Коциолки и чрезвычайно метким огнём отразил повторные атаки неприятельской пехоты, принудил к молчанию ряд неприятельских батарей и тем сильно способствовал переходу в наступление и общему успеху боя.
В апреле 1915 года был назначен исполняющим должность инспектора артиллерии 20-го армейского корпуса. С апреля 1916 года занимал должность инспектора артиллерии 10-й армии.
После революционных событий в России служил в РККА. В 1931 году был осужден по делу «Весна»; 20 мая 1931 года был освобождён с ограничением проживания и 6 июня выехал в ссылку в Данилов; втом же году, 17 сентября ему было разрешено выехать в Ярославль к родным. Дальнейших сведений о нём нет.
Был женат на Елене Фердинандовне Пискорской. 

## Награды
- Орден Святого Станислава 2-й ст. (1901)
- Орден Святой Анны 2-й ст. (1905)
- Орден Святого Владимира 3-й ст. (1909)
- Орден Святого Георгия 4-й ст. (ВП 31.01.1915)